# Muizenstraat (Hofstade)
De Muizenstraat in Hofstade, een deelgemeente van de Belgische gemeente Zemst, is een straat met een landelijke omgeving. De straat was voor de aanleg van de Leuvense Vaart in 1752 een verbindingsweg richting Muizen waarmee Hofstade tot 1870 één gemeente vormde. De omgeving van de Muizenstraat wordt tot het gehucht Werfheide gerekend.
Vanaf de Tervuursesteenweg gaat de straat in oostelijke richting naar de Vaartdijk. Ter hoogte van nr. 26 is een zijstraat met dezelfde naam. Deze verloopt in noordelijke richting naar de Werfheide. Het natuurgebied Domein Hofstade ligt ten zuiden van de Muizenstraat.
De bebouwing bestaat hoofdzakelijk uit woonhuizen afgewisseld met boerderijen en panden met lichte industrie. De Werfhoeve, een in de beginjaren 1900 gebouwde gesloten hoeve, is een boerderij die als bouwkundig erfgoed met het nr. 41023 voorkomt op de lijst van onroerend erfgoed in Zemst. Deze boerderij is thans in gebruik als bed & breakfast. In 2011 opende Emmaüs de poorten van het woon- en zorghuis Ambroos aan de Muizenstraat.